# Amédée de Foras
Amédée de Foras, né le 5 août 1830 à Gênes et mort au château de Thuyset à Thonon le 31 décembre 1899, est un érudit (généalogiste et héraldiste), homme politique savoyard, puis français, confirmé comte par le roi d'Italie. Il est issu d'une famille de la noblesse savoisienne. Il est l'auteur des quatre premiers volumes de l'Armorial et nobiliaire de l'ancien duché de Savoie.

## Biographie

### Origines
Éloi-Amédée-Jacques-François de Foras naît le 5 août 1830 à Gênes,, qui appartient à cette période au royaume de Sardaigne. Il est le second fils de Joseph-Marie de Foras (1791-1854), militaire, député de Savoie au parlement de Turin, et d'Élisabeth Vichard de Saint Réal, nièce de Joseph et Xavier de Maistre,. Son père est major au sein de la Brigade de Savoie, installée dans la capitale ligure.
La famille de Foras appartient à la noblesse savoyarde,,. La famille porte le titre de comte de Foras depuis le XVIIIe siècle. Amédée de Foras est confirmé dans ce titre par lettres du roi d'Italie en avril 1890.

### Carrière et activités

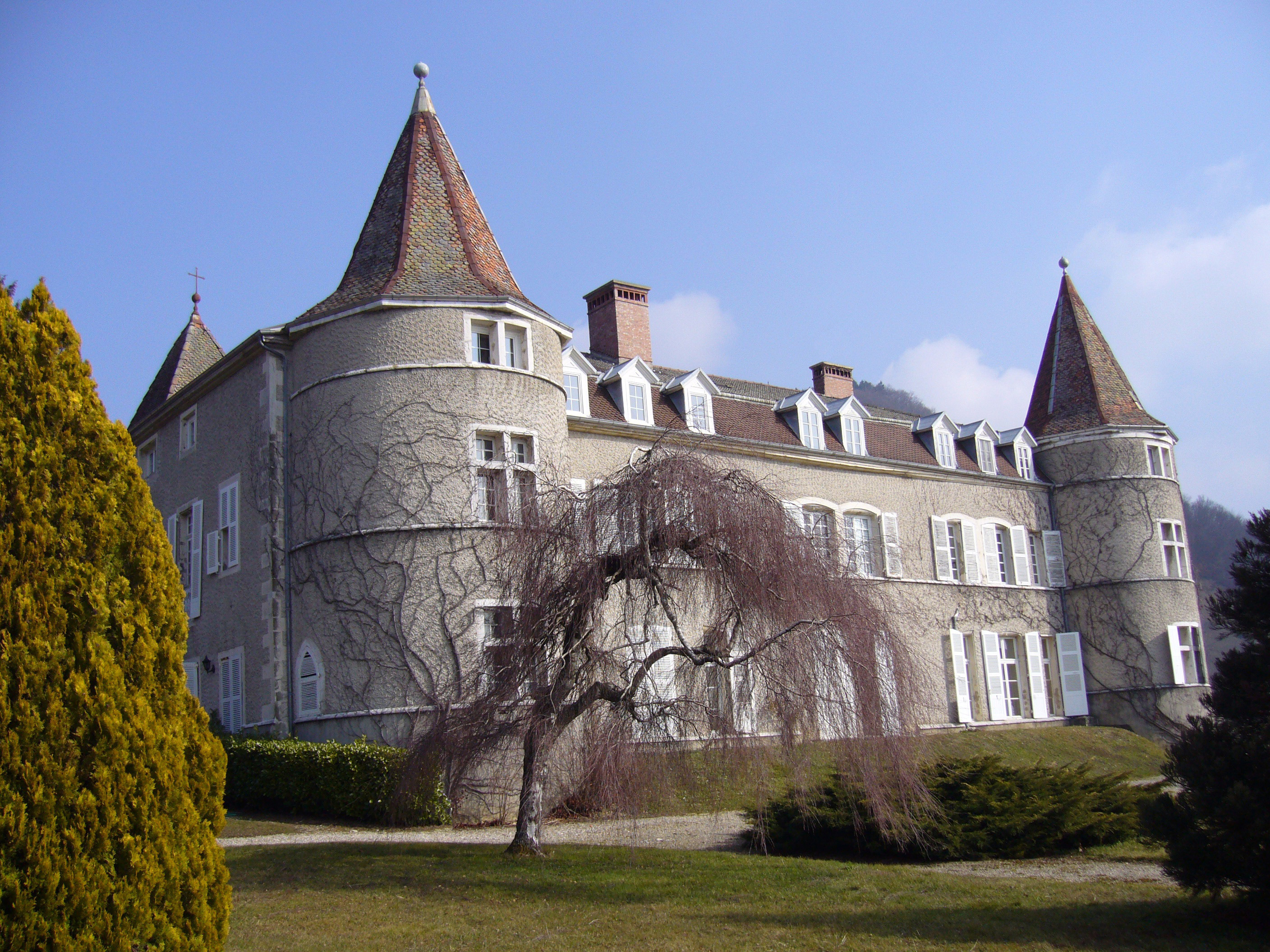
Le Château de Hautefort, où Amédée de Foras épouse Marie Constantin de Chanay en 1859

Amédée de Foras épouse, le 18 juillet 1859, Marie Georgette Constantin de Chanay, dans la chapelle du château de Hautefort, à Saint-Nicolas-de-Macherin. Elle est la fille de Jean Ange Alfred Constantin de Chanay, comte de Hautefort, et de Marie Caroline de Prédelys.
Il fonde la Caisse d'épargne de Thonon, en 1855.
Au lendemain de l'Annexion de la Savoie à la France de 1860, ses activités de recherches historiques l'amènent à intégrer diverses sociétés savantes. Il est élu le 3 mars 1870 à l'Académie des sciences, belles-lettres et arts de Savoie, avec pour titre académique Effectif (titulaire),. Quelques années plus tard, en 1886, il fonde, avec l'écrivain et journaliste Charles Buet, l'Académie chablaisienne en 1886,. Il en sera le premier président,,. Il devient aussi membre correspondant de la députation Royale d’Histoire nationale de Turin, des sociétés d’histoire et d’archéologie de Genève et de la Suisse romande de l’institut genevois, des Académies de la Val d'Isère et Delphinale.
Il se voue surtout à l'histoire de la noblesse de la Savoie et travaille notamment à l'élaboration d'un armorial des familles nobles du duché de Savoie afin d'apporter la légitimité de ces familles dans le nouveau cadre national français. Pour la rédaction de cet ouvrage, il « travaille uniquement à partir d'archives privées ou publiques », « n'avançant aucune affirmation sans preuves à l'appui ». Quatre volumes seront rédigés de son vivant (il meurt en ayant achevé le manuscrit du tome IV) et édités en 1863, 1878, 1893 et 1900 sous le titre Armorial et nobiliaire de l'ancien duché de Savoie. Cette œuvre synthétise ainsi 60 à 80 mètres de linéaires d'archives conservées au château de Menthon-Saint-Bernard. Il s'agit tout autant d'un recueil que de la reconstitution de la généalogie des grandes familles nobles de la région.
François-Clément de Mareschal de Luciane, membre de l'Académie des sciences, belles-lettres et arts de Savoie, le comte Pierre de Viry et le baron d'Yvoire poursuivirent son œuvre (tomes V et VI), « qui demeure un  monument d'érudition ».
Il est conseiller général, légitimiste, du canton du Biot, de 1875 et 1877,,. Il est candidat aux côtés de Joseph Agnellet, avec le soutien des royalistes, aux élections sénatoriales de 1876, mais ils sont battus.
Il a été également grand chambellan et grand maréchal de la cour du roi Ferdinand Ier de Bulgarie entre 1889-1897.

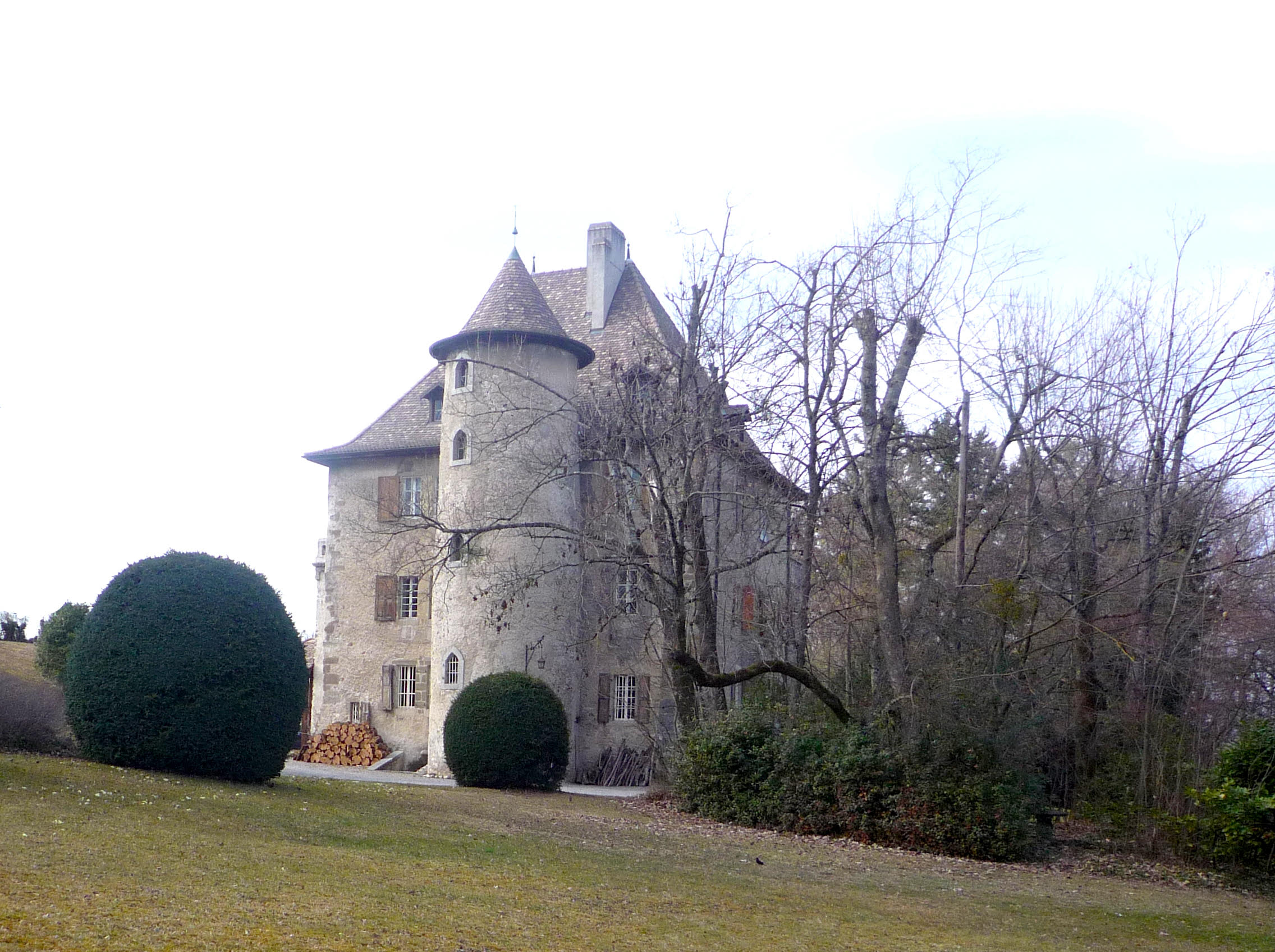
Le Château de Thuyset, résidence d'Amédée de Foras et lieu de son décès

Amédée de Foras meurt le 31 décembre 1899 au château de Thuyset, près de la ville chablaisienne de Thonon.

## Décorations
- Grand-croix de l'ordre du Christ

Amédée de Foras est nommé à la Consulta araldica (en). Il est élevé à la dignité de Grand cordon de l’ordre des Saints-Maurice-et-Lazare, Grand-croix du Christ du Portugal, de Saint-Alexandre de Bulgarie, de l'ordre Constantinien, Chevalier d'honneur et de dévotion de l'ordre souverain de Malte, Grand-croix de l'ordre équestre du Saint-Sépulcre de Jérusalem.

## Ouvrages

Planche de l’Armorial et nobiliaire de l'ancien duché de Savoie, armes des La Forest Divonne.

- Le droit du seigneur au Moyen Âge, Chambéry, 1854, 1886.
- Chevaliers de l'ordre du Collier de Savoie, dit de l'Annonciade, appartenant au duché de Savoie, de 1362 à 1860, Impr. de E. Allier, Grenoble, 1878, 35 pages (lire en ligne sur Gallica).
- Notice historique & généalogique sur les Princes Bassaraba de Brancovan, Genève, 1889.
- Le blason, dictionnaire et remarques, J. Allier, Grenoble, 1883 493 pages (lire en ligne sur Gallica).
- Armorial et nobiliaire de l'ancien duché de Savoie, vol. 1, Grenoble, Typographie et Lithographie Edouard Allier, 1863 (lire en ligne).
- Armorial et nobiliaire de l'ancien duché de Savoie, vol. 2, Grenoble, Typographie et Lithographie Edouard Allier, 1878 (lire en ligne).
- Armorial et nobiliaire de l'ancien duché de Savoie, vol. 3, Grenoble, Typographie et Lithographie Edouard Allier, 1893 (lire en ligne).
- Armorial et nobiliaire de l'ancien duché de Savoie, vol. 4, Grenoble, Typographie et Lithographie Edouard Allier, 1900.